# Pelagosa
Le isole di Pelagosa (in croato Palagruža [palǎɡruːʒa], in italiano anche Pelagose, in greco antico: Πελαγοῦσαι?, Pelagousai) formano un piccolo arcipelago del Mare Adriatico situato tra le isole Tremiti e l'isola di Lagosta e a circa 53 km dalla penisola italiana (il punto più vicino è la costa del Gargano). Dipendono dal comune croato di Comisa, nella regione spalatino-dalmata.

Oggi l'arcipelago (in realtà una piccola isola e alcuni scogli circostanti) appartiene politicamente alla Croazia, ma ha avuto una storia movimentata con vari passaggi di sovranità: fu possedimento di Venezia, dopo il trattato di Campoformido nel 1797 passò all'Austria, situazione confermata dal Congresso di Vienna (mentre secondo una parte degli atlanti ottocenteschi passò al Regno delle Due Sicilie), per divenire temporaneamente italiano nel 1861, poi austriaco e nuovamente italiano tra il 1915 ed il 1947, quando infine fu ceduto all'allora Jugoslavia.
Per struttura geologica l'arcipelago è il naturale prosieguo delle Isole Tremiti e della penisola del Gargano, caratteristica che lo vede appartenere geograficamente alla regione ed alla piattaforma italiana piuttosto che a quella dalmata. La presenza di una tipica calcite stalattitica detta pelagosite, presente su Pelagosa, è stata riscontrata anche a Pianosa.
Inoltre, il piccolo arcipelago, pur essendo ad oggi croato, è più vicino alla terraferma italiana che a quella croata.

## Geografia
L'arcipelago è composto da due isole maggiori e altri scogli:
- Pelagosa Grande[5][11][12] (Vela o Velika Palagruža) lunga circa 1,4 km[13], larga fino a poco più di 300 m, ha una superficie di 0,285 km²[1], uno sviluppo costiero di 3,68 km[1] e un'altezza massima di 103 m s.l.m.[13] (monte Castello), ma raggiunge i 116 m considerando il faro[14] che sorge sulla cima e rappresenta il punto più alto di tutto l'arcipelago. Le coste alte e scoscese, in particolare sul lato meridionale, offrono due uniche piccole insenature atte all'approdo: la Calanca di Squero Vecchio (Stara Vlaka) sul lato settentrionale e la cala di Zalo o Zadlo sul lato sud. Adiacenti e vicini alla costa dell'isola ci sono 9 scogli, il maggiore dei quali ha un'area di 418 m²[7], sette sul lato sud e due a nord-est. Altri scogli sono ad ovest:
  - Scoglio Pampano[12] (hrid Pupak), circa 350 m[13] a ovest, 42°23′39″N 16°14′45″E.
  - Volici[15] o scogli Manzi[12] (hridi Volići), tre scoglietti tra Pampano e Pelagosa, il maggiore dei quali ha un'area di 260 m²[7] 42°23′38″N 16°14′50″E.
- Pelagosa Piccola[5][12][15] (Mala Palagruža), che rappresenta il proseguimento emerso a est della maggiore vicina, ha una superficie di 0,0265 km²[1] e uno sviluppo costiero di 887 m[1] e un'altezza massima di 51 m s.l.m.[13] (42°23′18″N 16°16′20″E). Vi è solo una piccola spiaggia sul lato orientale in cui è possibile l'approdo. È circondata da secche e piccoli scogli[5]: 
  - Sasso di Tramontana[12][15] o Punta di Tramontana[6] (Kamik od Tramuntane), 110 m circa a nord-est, ha una superficie di 5898 m²[7], uno sviluppo costiero di 342 m[7] 42°23′22″N 16°16′29″E.
  - Pupach[15] (Pupak od Levanta), a est di Sasso di Tramontana, ha un'area di 150 m²[7] 42°23′21″N 16°16′37″E.
  - Sasso d'Ostro[12][15] o Punta d'Ostro[6] (Kamik od Oštra), a sud-est 42°23′15″N 16°16′25″E.
  - Sasso Braghe[12][15] (hrid Gaće), a ovest, ha un'area di 399 m²[7] 42°23′18″N 16°16′02″E.
  - Secca Nina[5][12] o Baba[15] (hrid Baba), a sud, ha un'area di 336 m²[7]42°23′10″N 16°16′17″E.
- Cajola[3][5] o scoglio Caiola[2][15] (Galijula), a est.

Lo stretto canale marino che separa la Grande dalla Piccola Pelagosa è detto Passo di Bogaso o Bogaso Grande.
Come si è detto, geograficamente e geologicamente l'arcipelago fa parte della regione geografica italiana e presenta numerose analogie con l'arcipelago delle Tremiti e l'isola di Pianosa.
Le isole sono situate a 68 miglia nautiche (120 km circa) a sud di Spalato, 37 (70 km circa) da San Nicola delle Tremiti (FG), 30 (60 km circa) dal porto di Peschici (FG) e a 160 km a est di Pescara, nonché a 26 miglia da Lagosta e 21 da Pianosa.
Per la loro relativa inaccessibilità le isole hanno mantenuto una ricca flora mediterranea, tra cui spiccano sedici specie di piccole orchidee, e fondali ancora intatti. 
I fondali circostanti sono inoltre tra i più pescosi dell'Adriatico e per questo motivo sono tutt'oggi frequentati costantemente da pescherecci sia italiani che croati.
Le uniche strutture antropiche sono il complesso del faro, funzionante dal 1877, con annesso osservatorio meteorologico, la piccola cappella di San Michele e due piccoli edifici. Vi si trova una piccola area archeologica vicino ad una spiaggia.

## Storia

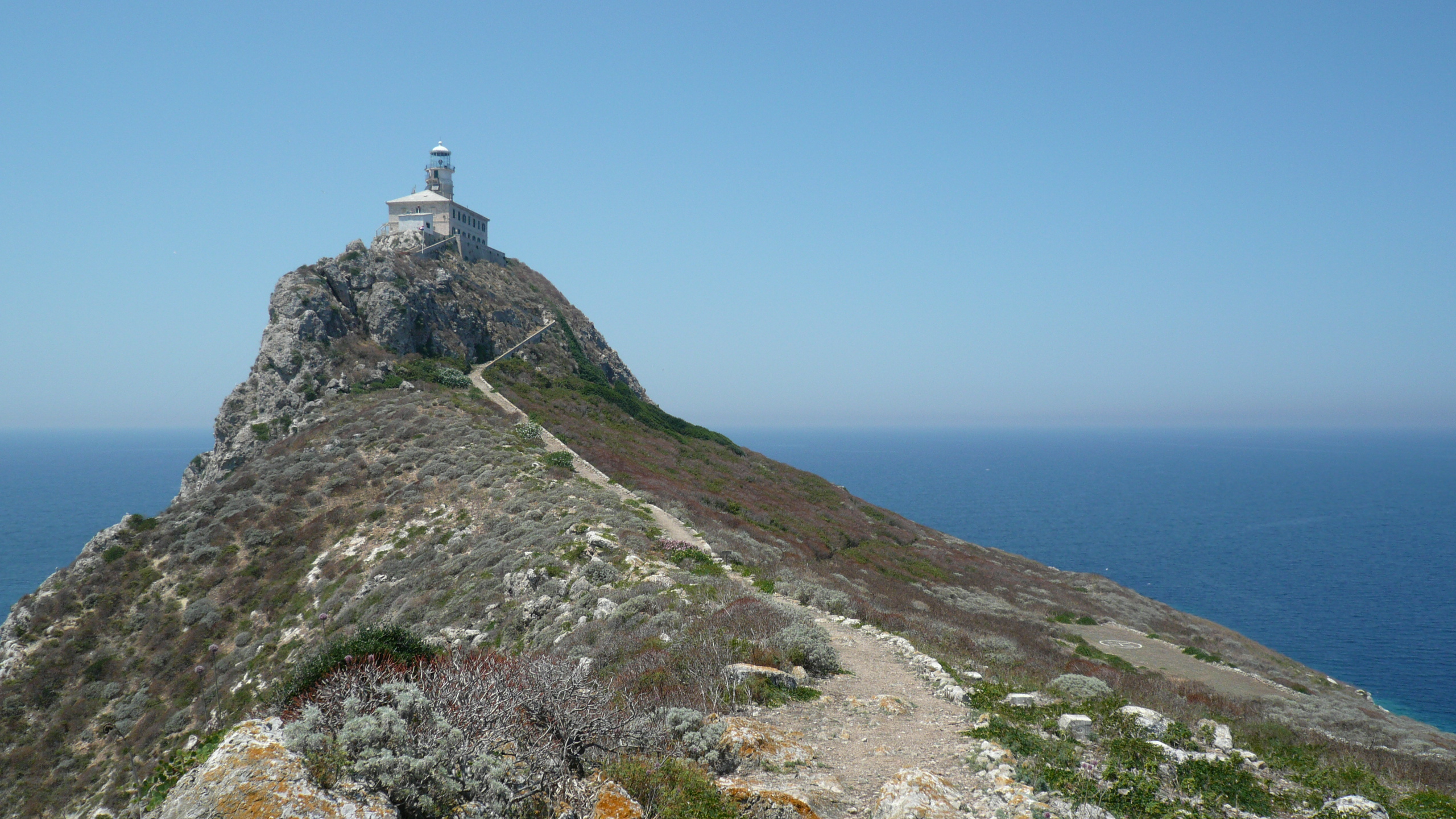
Il faro dell'isola

### Dalle origini alla Serenissima
Le isole erano già abitate in età preistorica, come attestato dal rinvenimento di tumuli e tombe ad opera degli archeologi Carlo de Marchesetti e Richard Burton nel 1875.
Conosciute fin dall'epoca greca e romana col nome di Pelagusa, le isole mostrerebbero nel loro nome un'etimologia greca che allude alla loro posizione al centro dell'Adriatico (dal greco "pelagos", ossia "mare"). Meno accreditata è la versione di alcuni geografi che vi vedono un riferimento all'antica popolazione dei Pelasgi. La leggenda narra che proprio a Pelagosa sbarcò e fu poi sepolto Diomede, l'eroe di Troia; secondo alcuni studiosi moderni, queste isole e non le Isole Tremiti, sarebbero da identificare con le Isole di Diomede di cui parlano antichi geografi come Strabone. Sull'isola sono stati inoltre rinvenuti notevoli resti di ceramiche greche.
Declinata la potenza di Roma (di cui rimangono tracce di un tempio) e rimaste di nuovo disabitate, le isole ebbero nel Medioevo la prima visita eccellente. Secondo alcune fonti ecclesiastiche, il 9 marzo 1177, nel Mercoledì delle ceneri, Papa Alessandro III sbarcò a Pelagosa nel corso di un suo viaggio nell'Adriatico, attratto dalla bellezza selvaggia dell'arcipelago. In seguito a questa visita, il pianoro posto su Pelagosa Piccola è da allora chiamato Campo del Papa (Područje Pape).

Le isole appartennero alla Serenissima, continuando a non avere una popolazione permanente, ma regolarmente frequentate dai pescatori, in particolare da quelli della cittadina di Comisa, nell'isola appartenente a Venezia di Lissa, che con le loro imbarcazioni tipiche, le "gajeta falkusa", effettuavano ogni anno una regata per raggiungere le isole e assegnare le zone di pesca, sempre con la protezione e il controllo delle navi veneziane. Venezia intervenne per regolare conflitti con pescatori provenienti dalla Puglia e da Lagosta, nonché per rimuovere un insediamento della famiglia "lesignana", ovvero dell'isola di Lesina (Hvar), sempre veneziana, dei Vidali (a lungo confusa con i Lusignano, sovrani di Cipro), che taglieggiarono per un breve periodo i pescatori.

### Dai Borbone ai Savoia
In seguito alla fine della Repubblica di Venezia, sancita dal trattato di Campoformio del 1797 tra Napoleone e l'Austria, a quest'ultima andarono anche tutte le isole già veneziane dell'Adriatico. Nel 1806 tali isole entrarono a far parte del Regno d'Italia, e le Pelagosa, in particolare, furono oggetto di un articolo del decreto emanato dal Provveditore generale della Dalmazia, Vincenzo Dandolo, per consentire ai pescatori di Comisa di usare le reti sardellare, o "voighe", nelle acque circostanti (Legge Dandolo sulla pesca nel litorale dalmata. ll provveditor generale della Dalmazia, 15 aprile 1808). Dal 1809 al 1815 le isole furono formalmente parte delle "Province illiriche" dell'Impero francese, per tornare poi, con il Congresso di Vienna del 1815, sotto il dominio dell'Austria, risultando iscritte nel distretto di Lissa, circolo di Spalato, del regno di Dalmazia. In alcuni testi geografici dell'epoca le isole di Pelagosa furono ritenute "napoletane", mentre altri le considerarono austriache. Non risulta che il Regno delle Due Sicilie abbia mai effettuato atti concreti per stabilire sulle Pelagose la sua sovranità, mentre le autorità austriache continuarono ad esercitarla, inviando navi e missioni finalizzate alla costruzione di un faro, in particolare nell'anno 1858, quando sbarcò sulle isole Pietro Acerboni, imbarcato sulla nave austriaca “Curtatone” e incaricato per i fari della Deputazione di Borsa di Trieste. In questo periodo l'arcipelago non risultava abitato, se non temporaneamente; motivo per cui - alla stessa stregua della vicina Pianosa - non vi sono tracce nello stato civile del circondario di Serracapriola, a cui appartenevano le Tremiti, mentre risultava nei registri della parrocchia di Comisa, isola di Lissa, i cui abitanti avevano edificato nel XVIII secolo una cappella dedicata a San Michele, ricostruendola poi nella prima metà del secolo XIX. Tuttavia i marinai dell'epoca abitanti nelle Tremiti, raccontavano di recarsi spesso a Pelagosa e di alloggiare temporaneamente a Pelagosa Grande.
Il nuovo Regno d'Italia rivendicò il possesso delle isole, progettando la costruzione di un faro, scontrandosi con l'opposizione di Vienna. Dopo un esame della documentazione, nell'ambito dei lavori di una commissione idrografica congiunta italiana e austro-ungarica per l'Adriatico, si riconobbe che la sovranità spettasse a Vienna, come testimoniò il console britannico a Trieste, Richard Francis Burton, che citò esplicitamente come i comisani avessero prodotto documentazione .

### Dall'Italia all'Austria
Negli anni successivi, gli Austriaci vi eressero un faro, ultimato il 25 settembre 1875 (uno tra i più notevoli dell'intero Adriatico), impiantando così una propria presenza stabile sulla Grande Pelagosa.
Molti anni dopo, un'interrogazione del deputato radicale napoletano Imbriani al presidente del Consiglio Di Rudinì (1891) tentò di riaprire la questione, che fu ripresa in alcuni studi dei geografi Giovanni Marinelli e Antonio Baldacci, che ipotizzarono una passata sovranità napoletana sulle isole, senza però produrre prove al riguardo .

### La prima guerra mondiale e l'annessione all'Italia

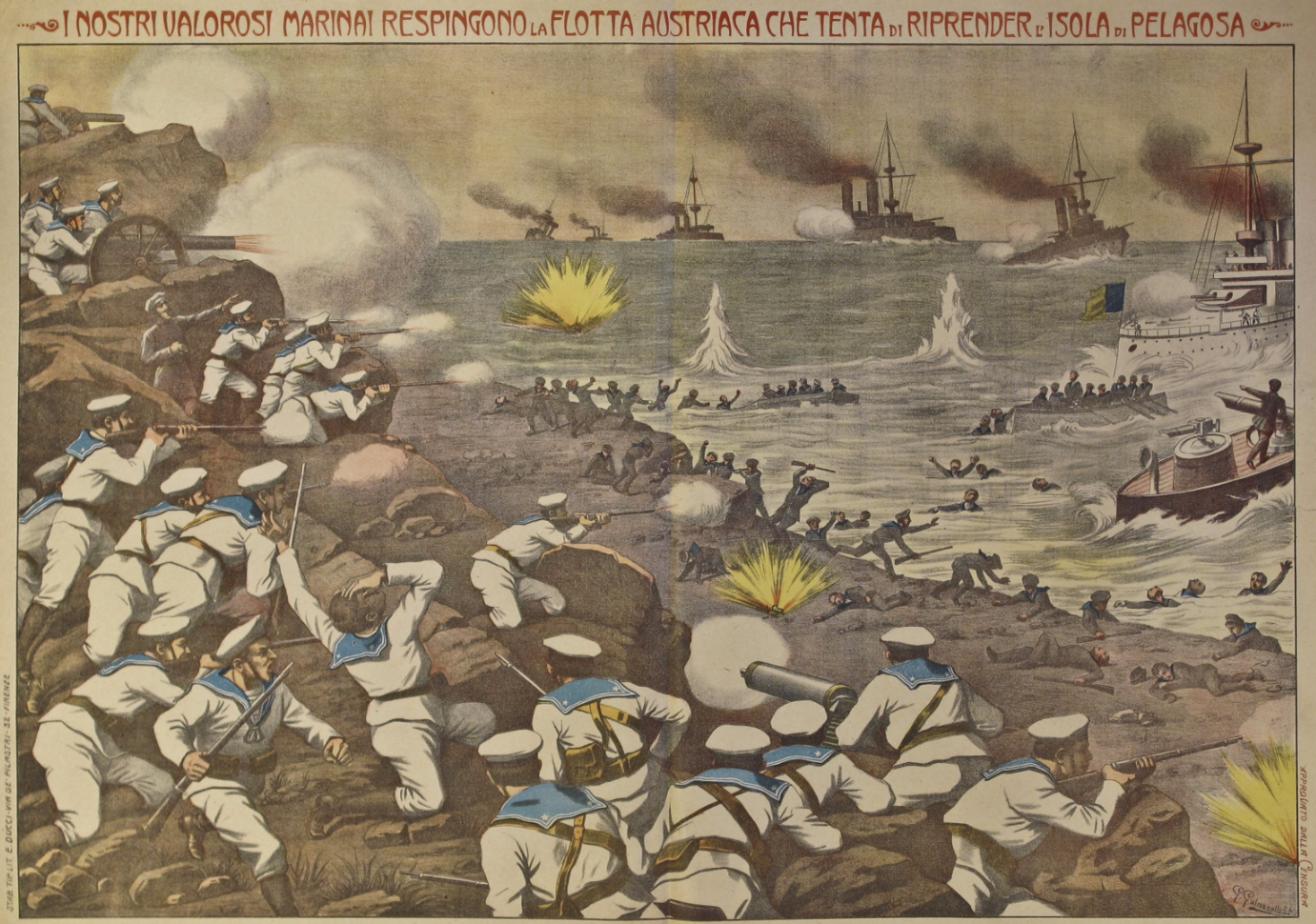
Stampa propagandistica italiana che enfatizza la difesa dell'isola durante la battaglia del 30 luglio

Con lo scoppio della prima guerra mondiale l'arcipelago fu occupato dall'Italia l'11 luglio 1915 e mantenuto saldamente per tutta la durata del conflitto, anche se il presidio italiano sull'isola venne abbandonato il 18 agosto per difficoltà di comunicazione e per l'approvvigionamento dei viveri.
Le isole furono testimoni del fatto d'armi del 30 luglio seguente, quando una squadra di due incrociatori leggeri austriaci e di sei caccia effettuò un'azione di sorpresa a Pelagosa, bombardando l'isola e sbarcandovi alcuni marinai, prontamente ricacciati dagli italiani.
All'alba del 5 agosto ebbe luogo un altro e ben più tragico scontro. Il sommergibile Nereide, ormeggiato davanti a Pelagosa, scorse a distanza ravvicinata una silurante subacquea austriaca che avanzava tra i flutti. Pur di non fuggire e di salvare il sommergibile da un affondamento certo, il capitano di corvetta Carlo Del Greco decise di affrontare il nemico e di tentare l'immersione per lanciare il siluro, ma il sommergibile austriaco riuscì a colpirlo per primo, colando a picco il Nereide e l'intero suo equipaggio (20 vittime): alla memoria del capitano Del Greco fu tributata la prima medaglia d'oro al valor militare della Regia Marina nella prima guerra mondiale. Il relitto del sommergibile, rinvenuto a 250 metri dalla costa a 37 metri di profondità, venne poi riportato a galla nel gennaio 1972 per mezzo di un'operazione congiunta italo-jugoslava.
Le truppe italiane mantennero il controllo dell'isola fino alla fine della guerra.
Nel 1920 l'arcipelago di Pelagosa passò ufficialmente al Regno d'Italia e venne inglobato nel comune di Lagosta, nella provincia di Zara, cui appartenne fino alla seconda guerra mondiale.
Il governo italiano vi trapiantò alcuni pescatori dalle Tremiti e vi costruì un osservatorio meteorologico nel faro, una chiesa e due piccoli edifici tuttora esistenti.
Nel 1927 il governo italiano vi dedicò il posamine omonimo, che venne poi cannoneggiato e affondato il 9 settembre 1943 nel golfo di Genova.
Dal 1941 al 1943 appartennero al Governatorato della Dalmazia sotto la provincia di Spalato. Occupata dai tedeschi nel settembre 1943, fu assegnata alla Repubblica Sociale Italiana, nella Prefettura di Zara, fino alla conquista jugoslava, alla fine di ottobre del 1944.

### Dalla Jugoslavia alla Croazia
Dopo la seconda guerra mondiale, il Trattato di Parigi fra l'Italia e le potenze alleate, firmato il 10 febbraio 1947, stabilì all'art. 11 comma 2 la cessione alla Jugoslavia della "piena sovranità sull'isola di Pelagosa e sugli isolotti adiacenti", aggiungendo che l'isola di Pelagosa sarebbe rimasta smilitarizzata.
Lo stesso Trattato di Pace stabilì anche che i pescatori italiani avrebbero goduto "gli stessi diritti a Pelagosa e nelle acque adiacenti di quelli goduti dai pescatori jugoslavi prima del 6 aprile 1941" (ossia il diritto, in base agli "Accordi di Brioni" del 14 settembre 1921 e agli "Accordi di Nettuno" del 20 luglio 1925 tra il Regno d'Italia e Regno dei Serbi, Croati e Sloveni, di pescare con non più di 40 barche di stanza a Lissa e in determinati specifici periodi).
In tacita applicazione di questo trattato, le acque di Pelagosa sono ancora oggi visitate da numerosi pescherecci italiani, nonostante si tratti di acque territoriali croate, per la pesca alle sardine.
Dal 1991 l'arcipelago di Pelagosa fa parte della repubblica indipendente di Croazia.
Recentemente la Croazia vi ha avviato una campagna di ricerche petrolifere.

## Popolazione
Frequentata fin dall'antichità, Pelagosa è però rimasta in genere disabitata, data la scarsità di risorse idriche e di terreno coltivabile. Ancor oggi, sotto l'amministrazione croata, non vi si registrano stabili insediamenti, fatti salvi i guardiani a presidio del Faro.
Da alcuni anni però, due appartamenti ricavati nell'edificio del faro sono messi a disposizione dei turisti che possono affittarli previa prenotazione all'Ente nazionale croato del Turismo. Questa opportunità è stata sfruttata dal giornalista triestino Paolo Rumiz che ha compiuto sull'isola nel 2014 una tappa dei suoi annuali viaggi/avventura. Il guardiano del faro è stato raccontato su la Repubblica. Il giornalista non indica mai esplicitamente la località, anche se c'è un inciso nella puntata del 14 agosto.
L'isola, prima della conquista romana, era abitata fin dal Paleolitico. In seguito coloni greci vi si stabilirono dandole il nome greco ("pelagos" in greco vuol dire mare).
Durante l'Impero romano ebbe un relativo sviluppo e vi fu costruito anche un piccolo tempio, di cui si hanno alcune tracce in un villaggio rinvenuto recentemente.
Nel Medioevo rimase spopolata e fu solo base di appoggio della Repubblica di Venezia per le sue rotte commerciali.
Le autorità italiane vi costruirono un importante osservatorio meteorologico (nell'edificio del Faro), una chiesa e due piccoli edifici tuttora esistenti.
Al 21 aprile 1931 risultavano 10 abitanti di cui 8 maschi.
Oggi è disabitata.

## Cultura
Pelagosa è nota anche per essere stata il capolinea della tradizionale regata velica, detta pure Rotta Pelagosana o Pelagosina (Rota Palagruzona in croato), delle tipiche imbarcazioni da pesca adriatiche, le Gaete dalmate, che a decine partivano ogni anno da Comisa sull'isola di Lissa e una volta raggiunta Pelagosa organizzavano delle lunghe battute di pesca (i pescatori comisotti hanno sempre utilizzato le acque di Pelagosa come propria riserva ittica). Le prime regate di cui si ha notizia risalgono addirittura alla fine del XVI secolo, sotto l'autorità veneta, mentre l'ultima regata si tenne nel 1936, quando le due isole erano separate dal confine marittimo italo-iugoslavo.

## Distanze
- Isola di Pianosa : 46 km
- San Nicola delle Tremiti (Isole Tremiti) : 70 km
- Rodi Garganico : 58 km
- Peschici : 53 km
- Cazza (Sušac) : 46 km
- Isola di Lagosta (Lastovo) : 63 km
- Lagosta (Lastovo) : 67 km
- Ragusa (Dubrovnik) : 150 km

### Cartografia
- (HR) Mappa topografica della Croazia 1:25000, su preglednik.arkod.hr. URL consultato il 31 gennaio 2017.
- G. Giani, Carta prospettiva delle Comuni censuarie della Dalmazia, foglio 8, 1839. Fondo Miscellanea cartografica catastale, Archivio di Stato di Trieste.